# Pier Giuseppe Scarpetta
Pier Giuseppe Scarpetta (Moncalieri, 21 giugno 1913 – Mar Mediterraneo, 14 agosto 1942) è stato un militare e aviatore italiano, Asso dell'aviazione con sette vittorie al suo attivo, conseguite in Spagna e nella seconda guerra mondiale. Decorato con tre Medaglie d'argento e due di bronzo al valor militare, per il comportamento nell'ultima missione fu decorato di Croce di guerra e poi di Medaglia d'oro al valor militare alla memoria.

## Biografia

Un Reggiane Re.2001 della 150ª Squadriglia, 2º Gruppo volo Autonomo Caccia Terrestre.

Nacque a Moncalieri, provincia di Torino, il 21 giugno 1913, figlio di Ulisse, militare di carriera, e Maria Luisa Cravera, all'interno una famiglia originaria del piacentino.  Rimasto orfano del padre, caduto durante la prima guerra mondiale, frequentò il Ginnasio di Piacenza, continuando poi gli studi presso il Collegio Militare "Maria Luigia" di Parma, e il Collegio militare di Roma. Entrato nella Regia Accademia Aeronautica di Caserta nel 1932, Corso Marte, ne uscì nel gennaio 1936 con il grado di sottotenente in servizio permanente effettivo. Divenuto pilota militare fu assegnato alla 27ª Squadriglia Osservazione Aerea, I Gruppo, 20º Stormo, di stanza sull'aeroporto di Roma-Centocelle. venendo promosso tenente l'8 giugno dello stesso anno. Il 16 aprile 1937 fu trasferito in forza alla 72ª Squadriglia caccia, XVII Gruppo, del 1º Stormo Caccia Terrestre di stanza sull'aeroporto di Campoformido, equipaggiata con velivoli Fiat C.R.32 e CR.20 Asso.
Il 14 aprile 1938 partì volontario per combattere in Spagna, assegnato alla 24ª Squadriglia del XVI Gruppo Caccia "La Cucaracha" dell'Aviazione Legionaria. Decorato con due Medaglie d'argento, una di bronzo al valor militare e la promozione a capitano per meriti di guerra, rientrò in Patria alla fine del 1938. Poco prima dell'entrata in guerra del Regno d'Italia fu assegnato come comandante di squadriglia al 160º Gruppo Autonomo Caccia Terrestre, iniziando le operazioni belliche a partire dal 10 giugno 1940. A partire dall'ottobre successivo cominciò la Campagna italiana di Grecia e, come comandante della 395ª Squadriglia, entrò in forza al 154º Gruppo Autonomo C.T. di stanza a Berat, equipaggiato con velivoli Fiat G.50 Freccia. L'11 novembre conseguì la sua prima vittoria (in collaborazione col maresciallo Bruno Ferracini) in un combattimento aereo su questo fronte, quando con un G.50 abbatté un bombardiere bimotore greco Bristol Blenheim del Mira 32 a nord ovest di Kelcyre.
Dopo l'invasione della Jugoslavia, con il termine delle operazioni belliche nei Balcani, fu decorato con una terza Medaglia d'argento al valor militare. Il 18 novembre 1941 iniziò l'Operazione Crusader, ed egli nel mese di dicembre fu trasferito in Africa Settentrionale come comandante della 384ª Squadriglia, 157º Gruppo Autonomo C.T., equipaggiata con velivoli Aermacchi C.200 Saetta  posizionandosi sul campo d'aviazione di Bengasi K2 all'Aeroporto di Benina.
Al comando della 98ª Squadriglia, 7º Gruppo Autonomo Caccia Terrestre, 54º Stormo C.T., si distinse in Sicilia, in Sardegna e su Pantelleria, venendo promosso maggiore l'8 giugno 1942, ed abbattendo durante la battaglia di mezzo giugno un caccia Sea Hawker Hurricane. Assunto dal 12 luglio il comando del 2º Gruppo Autonomo Caccia Terrestre, il 14 agosto 1942, nell'ambito della battaglia di mezzo agosto, durante una missione di scorta ad aerosiluranti tedeschi impegnava combattimento contro aerei da caccia nemici Supermarine Spitfire, a circa 20 km a nord-est dell'isola di Linosa, ma il suo velivolo Reggiane Re.2001 fu abbattuto e precipitò in mare causando la morte del pilota.
Decorato inizialmente con la quarta Medaglia d'argento, essa fu trasformata in Medaglia d'oro al valor militare. Gli sono state intitolate una via di Roma e la sezione di Piacenza dell'Associazione Arma Aeronautica.

## Onorificenze

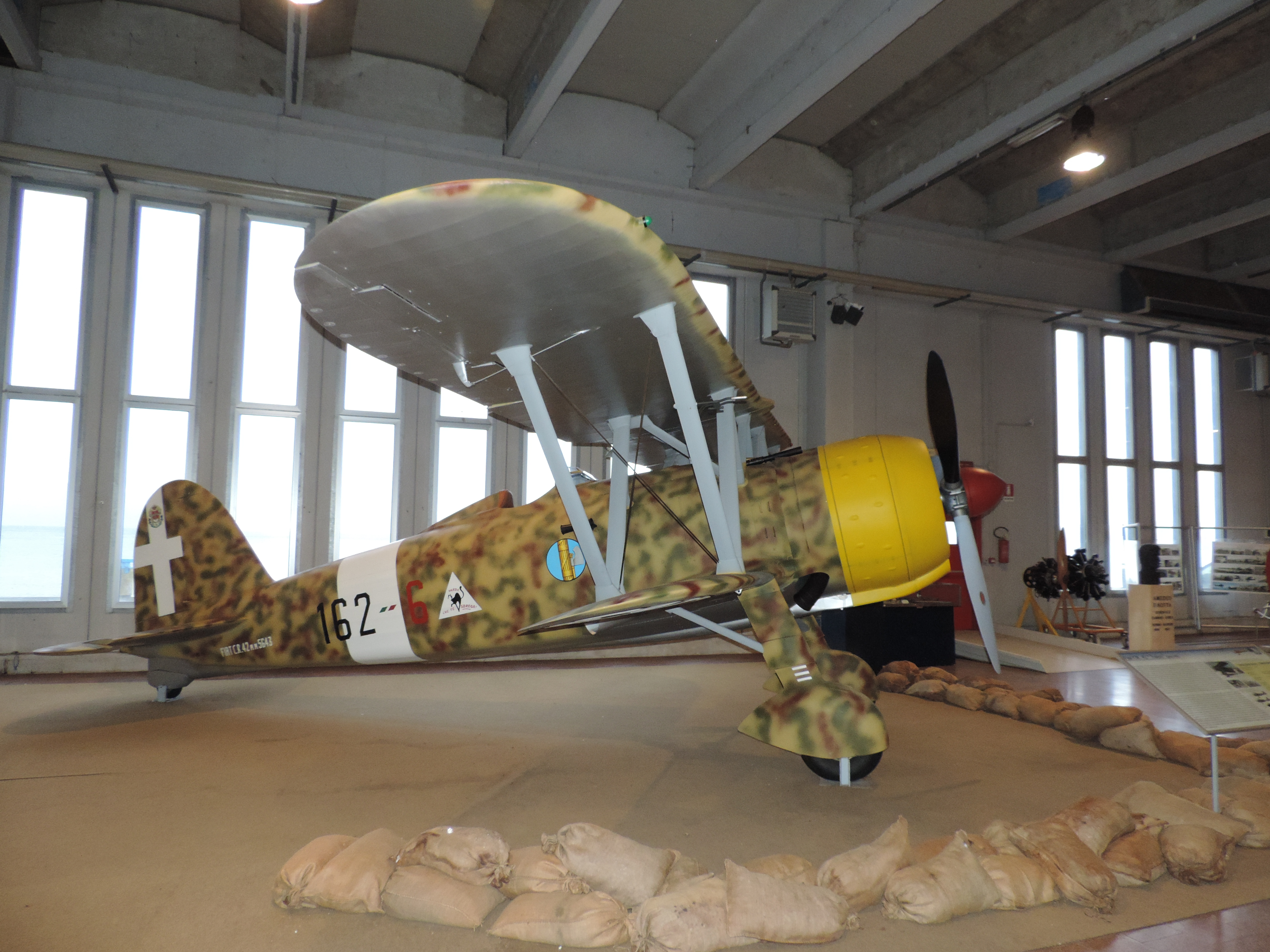
Un esemplare di caccia Fiat C.R.42 conservato presso il Museo dell'Aeronautica di Vigna di Valle.

### Annotazioni
1. ↑  Tale gruppo era al comando del maggiore Luigi Filippi.

### Fonti
1. 1 2 3 4 5 6  Gatti 2017, p. 10.
2. 1 2 3 4 5 6  Massimello, Apostolo 2000, p. 87.
3. 1 2  Ufficio Storico dell'Aeronautica Militare 1969, p. 258.
4. 1 2 3  Gatti 2017, p. 15.
5. 1 2 3  Gatti 2017, p. 17.
6. ↑  Dunning 1988, p. 19.
7. ↑  Dunning 1988, p. 27.
8. ↑  Gatti 2017, p. 18.
9. ↑  Gatti 2017, p. 21.
10. 1 2  Dunning 1988, p. 22.
11. 1 2  Dunning 1988, p. 20.
12. ↑  Bollettino Ufficiale 1945, disp. 12, pag. 501, e Bollettino Ufficiale 1959, suppl. 7, pag. 85.
13. ↑  Bollettino Ufficiale 1943, disp. 14, pag. 862, e disp. 35, pag. 2137.